# Me llaman Martina Sola
Me llaman Martina Sola é uma telenovela mexicana, produzida pela Televisa e exibida em 1972 pelo El Canal de las Estrellas.

## Elenco
- Joaquín Cordero
- Chela Castro
- Claudia Islas
- José Luis Jiménez